# Hans Böhm (Wirtschaftswissenschaftler)
Hans Böhm (geb. vor 1968) ist ein deutscher Wirtschaftswissenschaftler. Er war von 1992 bis 2007 Geschäftsführer der Deutschen Gesellschaft für Personalführung. Seit 2008 ist er als Führungs- und Personalberater tätig.

## Leben
Böhm studierte ab 1968 Betriebswirtschaftslehre an der Friedrich-Alexander-Universität Erlangen-Nürnberg (Diplom-Kaufmann). Er wurde Mitglied der Landsmannschaft Hansea Nürnberg im CC. Böhm war dann wissenschaftlicher Assistent am Lehrstuhl für Allgemeine Betriebswirtschaftslehre und Unternehmensführung (Horst Steinmann) und wurde 1977 am Fachbereich Wirtschafts- und Sozialwissenschaften  mit der Dissertation Gesellschaftlich verantwortliche Unternehmensführung. Verbale Bekenntnisse, Verhaltenskodizes, Sozialbilanzen. Kritische Analyse eines Legitimationskonzepts zum Dr. rer. pol. promoviert. 
Von 1977 bis 1981 war er Referatsleiter bei der Robert Bosch Stiftung. Von 1981 bis 1985 war er mit der Leitung „Personalentwicklung und -einsatz“ bei Audi betraut. Von 1986 bis 1992 war er Bereichsleiter „Personal- und Sozialwesen“ und Prokurist bei Festo; in dieser Funktion war er von 1990 bis 1992 ehrenamtlicher Richter  am Arbeitsgericht Stuttgart.
1992 übernahm er die alleinige Geschäftsführung bei der Deutschen Gesellschaft für Personalführung (DGFP). Dieses Amt übte er bis 2007 aus. Von 1993 bis 1995 war Böhm Generalsekretär und von 1995 bis 1997 Präsident der European Association for People Management (EAPM). Als Präsident der EAPM war er gleichzeitig Mitglied des Vorstands der World Federation of Personnel Management Associations (WFPMA). 1997 wurde er unbefristet zum Vice President der WFPMA gewählt. Seit 2000 war Böhm Vorgesetzter der Geschäftsführerinnen der C. R. Poensgen-Stiftung und übernahm von 2004 bis 2006 in Personalunion selbst die Geschäftsführung der C. R. Poensgen-Stiftung.
Seit 2008 ist er als Führungs- und Personalberater in Bredstedt selbstständig.
Böhm war bis 2009 Lehrbeauftragter für Führung und Zusammenarbeit an der Universität Hamburg.

## Schriften (Auswahl)
- Gesellschaftlich verantwortliche Unternehmensführung. Verbale Bekenntnisse, Verhaltenskodizes, Sozialbilanzen. Kritische Analyse eines Legitimationskonzepts. Bräuer, Weilheim 1977, ISBN 3-9800255-0-0.
- mit Horst Steinmann, Gerd Schreyögg: Grundlagen der betriebswirtschaftlichen Führungslehre. Die Führungsfunktionen im Managementprozess. R. G. Fischer, Frankfurt am Main 1979, ISBN 3-88323-125-8. (2. Auflage 1981)
- (Hrsg. mit Christoph Hauke): Personalmanagement in der Praxis. Unternehmerisches Handeln gestaltet die Zukunft. Wirtschaftsverlag Bachem, Köln 1995, ISBN 3-89172-309-1.
- mit Kurt Femppel: Ziele und variable Vergütung in einem dynamischen Umfeld. Grenzen, Alternativen, Praxisbeispiele (= DGFP-PraxisEdition. Band 84). W. Bertelsmann, Bielefeld 2007, ISBN 978-3-7639-3380-8.
- (Hrsg.): Gestaltungsmöglichkeiten des Personalmanagements bei unternehmerischen Standortentscheidungen (= DGFP-PraxisEdition. Band 89). W. Bertelsmann, Bielefeld 2008, ISBN 978-3-7639-3386-0.
- (Hrsg. mit Christian Scholz): Human Resource Management in Europe. Comparative Analysis and Contextual Understanding. Routledge, London u. a. 2008, ISBN 978-0-415-44760-7.